# جون مورو
جون مورو (بالإنجليزية: John Morrow)‏ (20 نوفمبر 1971 في المملكة المتحدة - ) هو لاعب كرة قدم بريطاني في مركز الهجوم. لعب مع أولدهام أثلتيك ونادي رينجرز ونادي لينفيلد ونادي غرينوك مورتون.

## وصلات خارجية
- جون مورو على موقع قاعدة بيانات كرة القدم.إي يو (الإنجليزية)
- جون مورو على موقع Soccerbase.com (لاعب) (الإنجليزية)